# Darik Radio
Darik Radio ist ein privater Hörfunksender in Bulgarien.

## Geschichte
Darik Radio ist der erste und bislang einzige private Hörfunksender in Bulgarien, der über eine nationale Lizenz verfügt. Sein Programm startete der Sender am 21. Januar 1993 um 12 Uhr. Heute zählt Darik zu den einflussreichsten privaten Radiosender im Land.
Darik produziert in Sofia ein 24-Stunden-Programm und verfügt über regionale Niederlassungen und Studio-Komplexe in 17 weiteren bulgarischen Städten für die tägliche Live-Übertragung von lokalen News und ausgewählte Einzelsendungen.

## UKW-Frequenzen und Sendegebiet
| Sofia          | 105,0 MHz |
| Warna          | 106,8 MHz |
| Plowdiw        | 105,4 MHz |
| Blagoewgrad    | 107,2 MHz |
| Sliwen         | 101,2 MHz |
| Chaskowo       | 104,0 MHz |
| Russe          | 107,9 MHz |
| Burgas         | 104,5 MHz |
| Gabrowo        | 96,4 MHz  |
| Dobritsch      | 107,7 MHz |
| Schumen        | 91,5 MHz  |
| Wraza          | 107,3 MHz |
| Kjustendil     | 100,6 MHz |
| Plewen         | 88,4 MHz  |
| Weliko Tarnowo | 106,6 MHz |
| Stara Sagora   | 106,8 MHz |
| Kardschali     | 93,2 MHz  |

## Onlinedienste
Seit 2001 unterhält Darik Radio das Nachrichtenportal DarikNews.bg. Für DarikNews.bg arbeiten über 70 Journalisten in den 20 größten Regionen des Landes und in einigen europäischen Hauptstädten. Die Information von DarikNews.bg ist verlässliche Informationsquelle für eine Anzahl von internationalen Agenturen wie Reuters, AFP und ITAR-TASS.
In DarikNews.bg sind auch die neuesten Video-News von Reuters zu sehen und Audio-Dateien von Nachrichtensendungen von Darik Radio zu hören.
Weitere Onlinedienste sind www.lev.bg, www.darikfinance.bg und www.zar.bg.